# 합천 영암사지
합천 영암사지(陜川 靈岩寺址)는 대한민국 경상남도 합천군 가회면, 황매산의 남쪽 기슭에 있는 절터이다. 1964년 6월 10일 대한민국의 사적 제131호 합천영암사지로 지정되었으나, 2011년 현재의 명칭으로 변경되었다.

## 개요
황매산의 남쪽 기슭에 있는 절터이다. 처음 지어진 연대는 정확히 모르나, 고려 현종 5년(1014)에 적연선사가 이 곳에서 83세에 입적했다는 기록이 있어, 그 이전에 세워진 것으로 추정된다. 또한 국립중앙박물관에 있는 홍각선사비의 조각 중에도 ‘영암사’라는 절의 이름이 보이는데, 홍각선사비가 886년에 세워졌다는 점에서 영암사의 연대를 짐작할 수 있다.
발굴을 통해 조사해본 결과, 불상을 모셨던 금당·서금당·회랑터·기타 건물터가 확인되어 당시 절의 규모를 알 수 있고, 금당은 3차례에 걸쳐 다시 지어진 것으로 밝혀졌다.
절터에는 통일신라시대에 만든 쌍사자석등(보물 제353호)·삼층석탑·귀부·당시의 건물 받침돌·각종 기와조각 들이 남아있다. 특히 금동여래입상은 8세기경의 것으로, 절의 창건연대를 살피는데 중요하다.
영암사의 건물터는 일반 사찰 건물과 다른 몇 가지 특징이 있다. 금당이 있는 상단 축대의 중앙 돌출부 좌우에 계단이 있는 점, 금당지 연석에 얼굴모양이 조각되었고 후면을 제외한 3면에 동물상을 돋을새김한 점, 서남쪽 건물터의 기단 좌우에 계단이 있는 점이 특이하다. 이러한 특징과 더불어 절터 내에 흩어져있는 석조물은 이색적인 느낌마저 준다.
조형의 특이함과 입지 조건, 서남쪽 건물의 구획안에서 많은 재가 나오는 점으로 보아 신라 말에 성행한 밀교의 수법으로 세워진 절로 보인다.

## 관련 문화재
합천 영암사지 쌍사자 석등(陜川 靈岩寺址 雙獅子 石燈)은 남북국 시대 9세기 신라의 석등이다. 대한민국의 보물 제353호로 지정되어 있다.

## 현지 안내문
1984년에 절터 일부의 발굴조사를 통해, 불상을 모셨던 금당(金堂)과 서금당(西金堂), 회랑(回廊)과 부속된 건물터 등이 확인되었다. 원래의 절에는 탑, 석등, 금당이 일직선으로 배치되었고, 금당의 동서에 각각 1기의 비석이 있었던 것과, 금당이 세 차례에 걸쳐 개축되었음이 확인되었다.
통일신라시대 말부터 고려시대에 걸치는 각종의 기와와 함께, 8세기경의 금동여래입상(金銅如來立像)이 출토되어, 이 절의 창건연대를 짐작하는데 좋은 단서가 되고 있다.
영암사라는 이름은 입으로 전해지는 것일 뿐, 정확한 기록에서 확인된 것은 아니어서, 절의 정확한 이름과 내력은 알 수 없다.

## 참고 자료
- 합천 영암사지 - 국가유산청 국가유산포털